# Aphanomyces euteiches
Espèce
Aphanomyces euteiches est une espèce d’oomycètes pathogènes des plantes, de la famille des Leptolegniaceae. Elle est responsable d'une pourriture racinaire à Aphanomyces, qui peut infecter diverses espèces de légumineuses.
Les symptômes de la maladie peuvent varier selon les plantes-hôtes mais comprennent en général une réduction du volume et des fonctions des racines, entraînant un rabougrissement de la plante et une chlorose du feuillage.
La pourriture racinaire à Aphanomyces est une pathologie végétale de grande importance pour l'agriculture aux États-Unis, en Europe, en Australie, en Nouvelle-Zélande et au Japon. La lutte contre cette maladie consiste à rechercher des variétés résistantes, assurer un bon drainage du sol, à faire des recherches du pathogène dans le sol pour éviter les parcelles infectées et à pratiquer des rotations longues.

## Liste des sous-taxons
Selon NCBI (11 juin 2013) :
- Aphanomyces euteiches f.sp. phaseoli

## Hôtes et symptômes
Les hôtes d'Aphanomyces euteiches sont des plantes annuelles ou vivaces de la famille des Fabaceae, notamment le pois (Pisum sativum), la luzerne (Medicago sativa), le haricot commun (Phaseolus vulgaris), la fève (Vicia faba), le trèfle violet (Trifolium pratense) et le trèfle blanc (Trifolium repens),. 
La forme spéciale Aphanomyces euteiches f.sp. pisi est d'un intérêt particulier car elle est responsable de la pourriture racinaire du pois et la plus nuisible sur le plan économique des formes de pourriture racinaire du pois.
En Amérique du Nord, des populations génétiquement distinctes d' Aphanomyces euteiches montrent une spécificité d'hôtes, mais une telle spécificité n'a pas été observée en Europe.
Du fait qu'Aphanomyces euteiches est un pathogène infectant les racines, les symptômes primaires apparaissent sur les tissus des racines et des tiges au-dessous du niveau du sol. Les racines infectées apparaissent souvent grises et gorgées d'eau, devenant finalement molles et de couleur brun-miel ou brun noirâtre. L'infection provoque une réduction du volume des racines et un affaiblissement de leur fonction, y compris une diminution de la nodulation racinaire, entraînant une réduction de l'absorption d'eau et de nutriments, ce qui conduit à des symptômes secondaires sur les parties aériennes de la plante. 
Ces derniers symptômes peuvent comprendre la chlorose des cotylédons et la nécrose des épicotyles ou des hypocotyles, le rabougrissement et le flétrissement du feuillage,.
Ces symptômes sont variables selon les hôtes. Les plantes infectées et les modes d'infection dans les champs correspondent souvent à des zones présentant un mauvais drainage, ce qui peut résulter d'un compactage du sol, de sa texture (forte teneur en argile) ou d'une humidité excessive due à l'irrigation ou à la pluie.
Les symptômes sont généralement similaires chez les diverses légumineuses, cependant l'évolution de la maladie dans le temps et son mode de propagation peuvent varier selon les hôtes et entre vivaces et annuelles.
Chez le pois et le haricot, les lésions tendent à progresser vers le haut dans les tissus de la plante, en commençant par l'épicotyle, puis vers l'hypocotyle, pour finalement s'étendre au-dessus du niveau du sol.
Les lésions sur l'épicotyle du pois virent au noir, puis forment une région pincée au-dessus des cotylédons. Les lésions sur les haricots, par contre, ont un aspect aqueux caractéristique, de couleur gris-verdâtre, et sont fermes au toucher. Chez la luzerne, les symptômes incluent la chlorose des cotylédons, qui peuvent ensuite se nécroser.
Bien que les symptômes provoqués par Aphanomyces euteiches puissent être difficiles à distinguer de ceux causés par d'autres pathogènes infectant les racines des plantes (tels que Pythium, Rhizoctonia et Fusarium), il y a quelques différences nettes. La pourriture racinaire due à Aphanomyces entraîne rarement la pourriture des semences  ou la fonte des semis.  Les lésions caractéristiques causées par les différents pathogènes sont aussi différentes. L'infection par Fusarium provoque le noircissement ou le rougissement des tissus vasculaires, et l'infection due au Rhizoctonia entraîne la formation de lésions déprimées, chancreuses
Aphanomyces euteiches ne présente pas de signes macroscopiques, mais les oogones et les oospores peuvent être observés dans les tissus racinaires à l'aide d'un microscope composé.

## Cycle de la maladie
La pourriture racinaire due à Aphanomyces est un exemple de maladie monocyclique, causant un seul cycle d'infection par saison. Au contraire, les maladies polycycliques peuvent infecter de nouveaux hôtes et entraîner plusieurs cycles de maladie au cours d'une même saison.
Aphanomyces euteiches n'est pas saprophyte par nature, mais on peut le cultiver en laboratoire.
Bien que Aphanomyces euteiches puisse potentiellement infecter ses hôtes à tout moment de la saison de croissance, l'infection démarre généralement au moment de l'émergence des plantules.  La source primaire d'inoculum est constituée par les oospores, qui peuvent provenir soit du sol, soit de débris infectées de précédentes plantes hôtes.
Les oospores germent en réponse à des signaux chimiques émis par les racines des nouvelles plantes-hôtes.
La germination peut être directe ou indirecte. Dans les deux cas, l'infection commence par les cellules de l'extrémité des racines de la plante hôte.
Dans le cas de la germination directe, l'oospore produit des hyphes qui pénètrent directement dans les cellules de l'hôte.
Dans le cas de la germination indirecte, l'oospore produit des sporanges qui libère des zoospores.  Les zoospores s'enkystent ensuite dans les cellules de la plante hôte, et germent.
Après la germination, directe ou indirecte, les  hyphes cénocytiques d' Aphanomyces euteiches colonisent les tissus de l'hôte par croissance inter- et intra-cellulaire.
Pour la reproduction sexuelle, les hyphes produisent des gamétanges mâles et femelles appelés, respectivement, anthéridies et oogones.
Du fait qu'Aphanomyces euteiches est une espèce homothallique, l'anthéridie et l'oogone sont issus d'une même hyphe et sont autocompatibles, ce qui signifie que des types sexuels ne sont pas nécessaires pour la reproduction sexuelle.
L'anthéridie féconde un oogone, qui se développe ensuite en oospore, qui mesure de 20 à 35 micromètres de diamètre.
Quand elle se développe dans des conditions optimales, une  infection d' Aphanomyces euteiches peut provoquer des symptômes visibles dans un délai de dix jours, et la formation d'oospores peut intervenir entre 7 et 14 jours. Les oospores entrent en dormance après leur formation et peuvent survivre pendant plus de dix ans,,.

## Environnement
La pourriture racinaire à Aphanomyces est une maladie qui se transmet par le sol, et dont la totalité du cycle biologique se déroule dans les racines de la plante hôte et dans le sol environnant.
L'agent pathogène, Aphanomyces euteiches, réussit mieux dans des conditions de sol chaud et humide, mais il peut survivre dans un intervalle de températures modérées. L'infection est plus prévalente quand les plantes hôtes sont au stade de  plantule, et quand la température est comprise entre 22 et 28 °C. Du fait que les zoospores ont besoin d'eau pour leur mobilité, l'eau stagnant dans le sol favorise l'infection en facilitant le déplacement des zoospores vers les cellules de l'hôte. Après l'infection toutefois, le développement des symptômes est favorisé par des conditions de sol sec et chaud.

## Lutte
La méthode de lutte la plus efficace, applicable par les agriculteurs, est l'utilisation de cultivars résistant à la maladie.
Des cultivars résistants ont été sélectionnés pour la luzerne, le haricot commun, le pois et le trèfle rouge.
La sélection sur la résistance a été une réussite dans le cas de la luzerne et du haricot, toutefois pour ce dernier il a été difficile de créer des cultivars résistants qui correspondent aussi à la demande du consommateur,,,.
La lutte consiste principalement à éviter d'emblaver des parcelles présentant un risque élevé de présence du pathogène en appliquant une procédure d'indexation des parcelles mise au point en 1958 par Sherwood et Hagedorn. 
Les pratiques culturales doivent aussi intégrer un bon drainage des sols et des analyses d'échantillons du sol pour éviter les champs infestés.
On peut recourir à la rotation culturale pour ralentir le taux de développement d' Aphanomyces euteiches, toutefois étant donné que les oospores peuvent survivre au moins dix ans dans le sol,,, cette méthode n'est pas efficace pour éradiquer l'inoculum. Par conséquent, lorsqu'un niveau élevé d'infestation par Aphanomyces euteiches a été identifié, les agriculteurs doivent s'abstenir de semer des plantes sensibles dans les parcelles concernées,.
Une étude indique que l'abondance d' Aphanomyces euteiches est moins grave quand les plantes infectées ont aussi un développement mycorhizal significatif.
L'utilisation excessive d'engrais azotés et phosphatés et les labours répétés peuvent réduire le développement des mycorhizes.
Chez la luzerne, une autre interaction peut se produire entre Aphanomyces euteiches et Phytophthora medicaginis, autre pathogène important de la luzerne qui est la cause de la pourriture racianire à Phytophthora.
Dans ce cas, la colonisation par Aphanomyces euteiches peut contrarier le développement de Phytophthora medicaginis.

## Histoire
L'espèce Aphanomyces euteiches a été identifiée pour la première fois aux États-Unis en 1925 par Drechsler comme l'agent pathogène responsable de la pourriture racinaire du pois,,.
À l'époque, la maladie avait infesté le Wisconsin et le Midwest américain, où la pratique de la monoculture était courante depuis des décennies dans la production du pois pour l'industrie,,.
Le pathogène a depuis lors été signalé en Europe, en Australie, en Nouvelle-Zélande, au Japon, ainsi que dans tout le territoire des États-Unis, ce qui laisse penser que la maladie était déjà largement répandue au moment de sa découverte,.
La culture du pois (Pisum sativum) peut subir de graves dommages économiques à cause de l' Aphanomyces.
La pourriture racinaire à Aphanomyces peut causer des pertes annuelles d'environ 10 % dans les champs contaminés, et peut entraîner la perte de parcelles entières lorsque les conditions sont favorables à l'agent pathogène. 
Dans les régions agricoles qui cultivent en grand des plantes sensibles et qui présentent des conditions climatiques favorables à Aphanomyces euteiches, il est primordial de surveiller minutieusement les cultures. 
Ces régions incluent le Midwest américain, en particulier la région des Grands Lacs. Dans les zones où le pois est cultivé pour la transformation industrielle, une infestation étendue par Aphanomyces peut entraîner la délocalisation des conserveries, et constitue une menace considérable pour les économies locales. En effet aux États-Unis, la prévalence de la pourriture racinaire à Aphanomyces a finalement déplacé la production de pois, qui était prédominante dans le Midwest et les régions orientales du pays, vers les États plus secs de l'Ouest tels que l'Idaho, l'État de Washington et l'Oregon où Aphanomyces euteiches est également présent mais dans des conditions moins favorables,.
Outre le pois, la luzerne est une autre culture chez laquelle la pourriture racinaire à Aphanomyces provoque des pertes économiques significatives
Tandis que dans le cas du pois, Aphanomyces euteiches se trouve généralement seul, chez la luzerne on le trouve fréquemment conjointement avec des espèces de Fusarium et de Pythium, deux autres genres de pathogènes causant des pourritures racinaires.
Ainsi bien qu'Aphanomyces euteiches soit connu comme pathogène du pois depuis les années 1920, chez la luzerne il a souvent été confondu avec d'autres agents pathogènes. Ce n'est que dans les années 1980 que des scientifiques de l'université du Wisconsin l'ont reconnu comme étant un pathogène significatif de la luzerne.
Depuis lors, la pourriture racinaire à Aphanomyces est une préoccupation émergente dans les cultures de luzerne des États-Unis et du Canada et est considérée comme très répandue dans le Wisconsin.
Dans le cas de la luzerne, Aphanomyces euteiches est particulièrement nuisible en présence de Phytophthora medicaginis qui provoque chez cette plante la pourriture racinaire à Phytophthora. 
Après les premières études menées dans le Wisconsin, Aphanomyces euteiches a été identifié aussi dans d'autres États comme étant un pathogène de la luzerne économiquement significatif.  Dans le Wisconsin, l'Iowa et le Kentucky, son importance dépasse souvent celle de Phytophthora medicaginis dans les champs de luzerne. À cause de ces deux maladies, on conseillait classiquement d'éviter de cultiver la luzerne dans des sols humides. Toutefois, grâce à la mise au point de variétés résistantes tant à Aphanomyces euteiches qu'à Phytophthora medicaginis, le taux d'humidité du sol est devenu un facteur moins important pour la culture de la luzerne. Il est nécessaire désormais de recourir à des variétés modernes de luzerne pour disposer de la résistance aux deux maladies.